# 穆弘

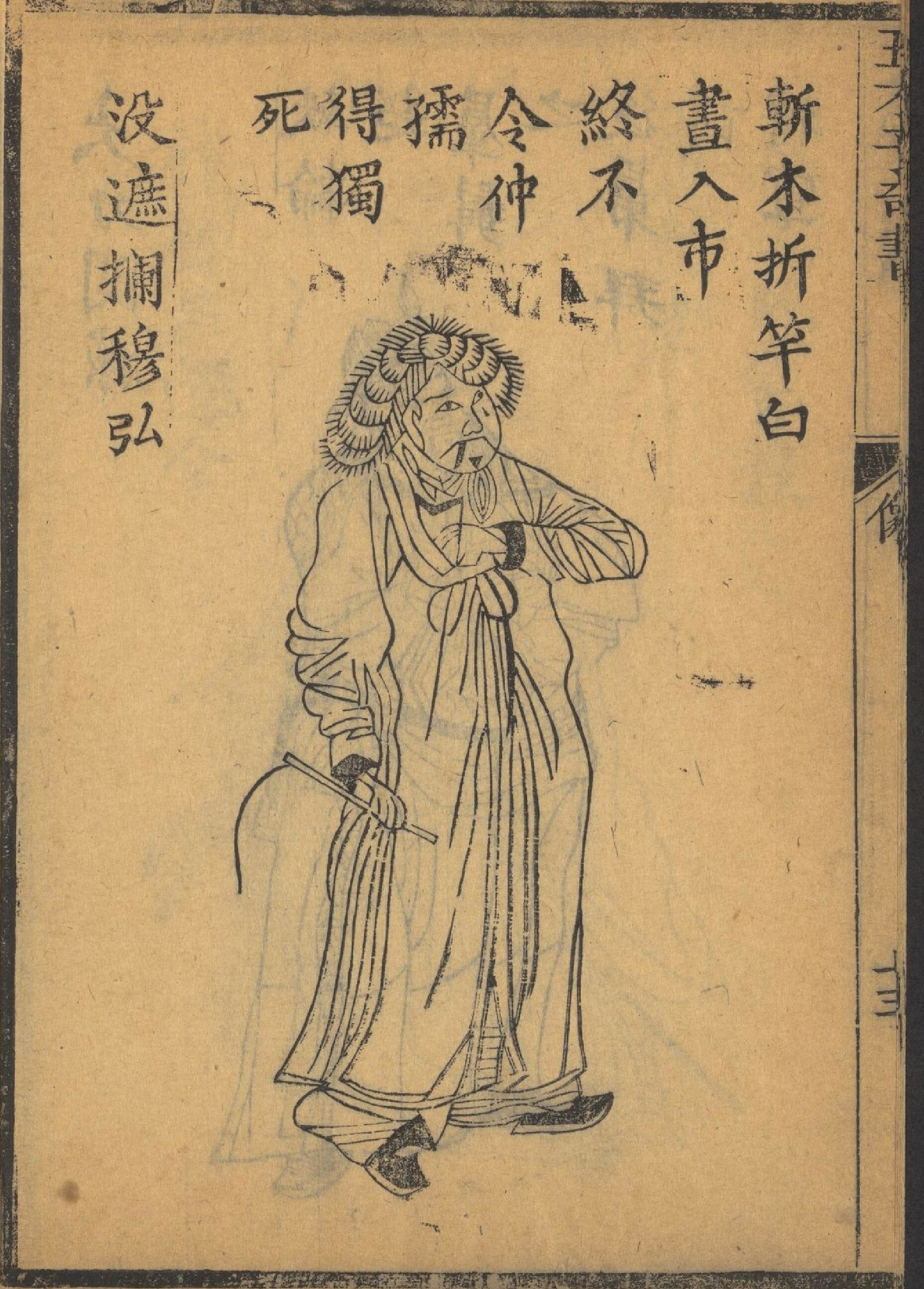
穆弘

穆 弘（ぼく こう）は、中国の小説で四大奇書の一つである『水滸伝』の登場人物。
梁山泊第二十四位の好漢。天究星の生まれ変わり。弟に穆春がいる。恰幅の良い体格で、目は細く、眉は薄い威圧感のある容姿で、掲陽鎮一帯の顔役として幅を利かせている。一度怒り出すと止め様がない暴れ者で、喧嘩をすれば相手が死ぬまで容赦しない。このため近隣一帯で没遮攔（ぼっしゃらん）、遮るものなしと渾名され恐れられていた。李俊、張横とは縄張りを接する兄弟分である。

## 生涯
穆弘は江州掲陽鎮の保正（庄屋）穆太公の息子で、土地のヤクザ者をまとめあげて、掲陽鎮一帯を支配下に置き、みかじめ料を取り立てたり賭場を設けるなどして羽振りを利かせていた。ある晩、弟の面子を潰した流罪人を懲らしめようとするが、それは天下に名高い義士・宋江だと李俊から知らされ、弟ともに、非礼を詫びて歓待した。その後、流刑地の江州で宋江が牢役人の戴宗とともに処刑されかけていると聞いた穆弘らは、二人を救出するため、李俊、張横らと手下を率いて長江を下った。刑場へ辿り着くと、二人はすでに梁山泊の晁蓋たちに救出されていたので、李俊たちは役人に追われる彼らを船に乗せると穆弘の屋敷へ戻った。穆弘らはそのまま梁山泊に合流することになり、父をはじめとする家族を連れ、金目のもの車に積むと、屋敷に火をかけ梁山泊へ登った。梁山泊入山後は祝家荘の戦いに出陣し、祝家の次男・祝虎と互角に打ち合った。その後、劉唐とともに梁山泊南の第三関門の守備を担当、その後の主だった戦いにも殆ど参加した。
百八星集結後は騎兵軍八虎将兼先鋒使の末席となり、李逵と遭い役で北の関門を守備。宋江が都東京の元宵節の燈篭見物に出かける際は史進らと一緒に護衛を担当した。また泰山打雷台の帰り、寿張県で寄り道し遊んでいた李逵を引っ張って帰った。朝廷への帰順には反対派で、勅使に切りかかるなどしたが、朝廷に帰順した後もこれまでと変わらず働いた。方臘の乱では杭州城内で流行した病に罹患、以後そこへ留まって養生したが、結局快方へは向かわず死亡した。